# Juan Ignacio González del Castillo
Juan Ignacio González del Castillo (1763 — 14 de setembro de 1800) foi um dramaturgo espanhol, autor de peças de teatro cômico.